# قاسم أباد موقوفة (قهاب صرصر)
قاسم أباد موقوفة (بالإنجليزية: Qasemabad-e Muqufeh)‏ هي مستوطنة تقع في إيران في قسم قهاب صرصر الريفي.